# 2분 경고
《2분 경고》(영어: Two-Minute Warning)는 미국에서 제작된 래리 피어스 감독의 1976년 액션 스릴러 영화이다. 찰턴 헤스턴 등이 출연하였고, 에드워드 S. 펠드먼 등이 제작에 참여하였다.

## 출연진
- 찰턴 헤스턴
- 존 캐서베티스
- 마틴 볼섬
- 보 브리지스
- 매릴린 해싯
- 데이비드 잰슨
- 잭 클러그먼
- 제나 롤런즈
- 월터 피전
- 브록 피터스
- 데이비드 그로
- 미첼 라이언
- 앨런 밀러
- 앤디 시데리스
- 해리 노섭
- J. A. 프레스턴
- 로버트 긴티
- 톰 바워
- 카먼 아젠지애노
- 래리 머네티
- 브랜즈컴 리치먼드 (크레디트 미기재)
- 수전 배클리니 (크레디트 미기재)

## 우리말 녹음
SBS (1993년 7월 16일)
- 유강진 - 홀리 (찰턴 헤스턴)
- 이강식 - 스티브 (데이비드 잰슨)
- 황원 - 매키버 (마틴 볼섬)
- 유명옥 - 재닛 (제나 롤런즈)
- 조달호
- 김정애
- 이봉준
- 신흥철
- 김준
- 안종익
- 오혜숙
- 장승길
- 강구한
- 유동현
- 김강산
- 박규웅
- 홍시호
- 문관일
- 서문석
- 장혜선
- 홍승섭